# Udine
Udine [ˈuːdine] Anhörenⓘ; (furlanisch Udin; slowenisch Videm; deutsch Weiden, wenig verwendet) ist eine Stadt in der Region Friaul-Julisch Venetien im Nordosten Italiens.
Mit 98.156 Einwohnern (Stand 1. Januar 2021) ist Udine nach Triest die zweitgrößte Stadt der Region und gilt als wichtigste Stadt der historischen Landschaft Friaul. Eine Einwohnerzahl von über 100.000 bestätigte das Standesamt Anfang 2013 das erste Mal seit 25 Jahren.
Bis 2018 war Udine die Hauptstadt der Provinz Udine, die dann aufgelöst wurde.

## Geografie
Die Stadt liegt auf 46,07° n. B. und 13,24° ö. L. zwischen den Südalpen und der Adria, nur 20 km von der slowenischen Grenze und ca. 54 km von Österreich entfernt.

## Klima
Das Klima von Udine hat vorwiegend kontinentalen Charakter, jedoch weniger ausgeprägt als in den Städten der zentralen und westlichen Poebene. Die Temperaturen sind im Sommer ziemlich hoch und im Winter relativ streng. Im Winter fällt am wenigsten Regen, wogegen im Sommer häufig Gewitter auftreten, die auch von schwerem Hagel begleitet sein können. Udine gilt als regenreichste (Ex-)Provinzhauptstadt Italiens. In Udine können plötzliche Temperaturwechsel sowohl im Sommer als auch und vor allem im Winter auftreten. Milde und feuchte Luft aus der Adria kann schnell durch trockene und kalte Luftmassen kontinentalen Ursprungs ersetzt werden. Mit etwa 10 cm Schneefall jährlich ist Udine eine der schneeärmsten Städte Norditaliens. Der meiste Schnee der letzten Jahrzehnte fiel zu folgenden Zeiten:
- Januar 1985 (50 cm Anhäufung),
- Januar 1987 (40 cm),
- 31. Dezember 1996 (30 cm),
- 21. Februar 2005 (20–25 cm),
- 3. März 2005 (15 cm),
- 29. Dezember 2005 (18 cm),
- 17. Dezember 2010 (20–25 cm)

Ein Kälterekord wurde im Dezember 2009 mit −19,8 °C erreicht.
|                       | Jan  | Feb  | Mär  | Apr   | Mai   | Jun   | Jul  | Aug  | Sep   | Okt   | Nov   | Dez  |   |         |
| Mittl. Tagesmax. (°C) | 7,7  | 9,8  | 13,5 | 17,1  | 22,3  | 25,6  | 28,2 | 28,4 | 24,1  | 18,6  | 12,6  | 8,5  | ⌀ | 18,1    |
| Mittl. Tagesmin. (°C) | −0,4 | 0,3  | 3,4  | 7,0   | 11,8  | 15,0  | 17,1 | 16,9 | 13,3  | 8,8   | 3,7   | 0,5  | ⌀ | 8,2     |
|                       |      |      |      |       |       |       |      |      |       |       |       |      |   |         |
| Niederschlag (mm)     | 74,9 | 61,6 | 86,2 | 119,0 | 118,2 | 137,9 | 81,2 | 79,1 | 124,3 | 134,5 | 108,1 | 85,9 | Σ | 1.210,9 |
|                       |      |      |      |       |       |       |      |      |       |       |       |      |   |         |
| Regentage (d)         | 6,2  | 5,2  | 7,6  | 9,8   | 10,8  | 10,5  | 7,8  | 7,2  | 7,3   | 8,3   | 7,2   | 6,7  | Σ | 94,6    |

| −0,4 |

| 0,3 |

| 3,4 |

| 7,0 |

| 11,8 |

| 15,0 |

| 17,1 |

| 16,9 |

| 13,3 |

| 8,8 |

| 3,7 |

| 0,5 |

| −0,4 |

| 0,3 |

| 3,4 |

| 7,0 |

| 11,8 |

| 15,0 |

| 17,1 |

| 16,9 |

| 13,3 |

| 8,8 |

| 3,7 |

| 0,5 |

## Geschichte

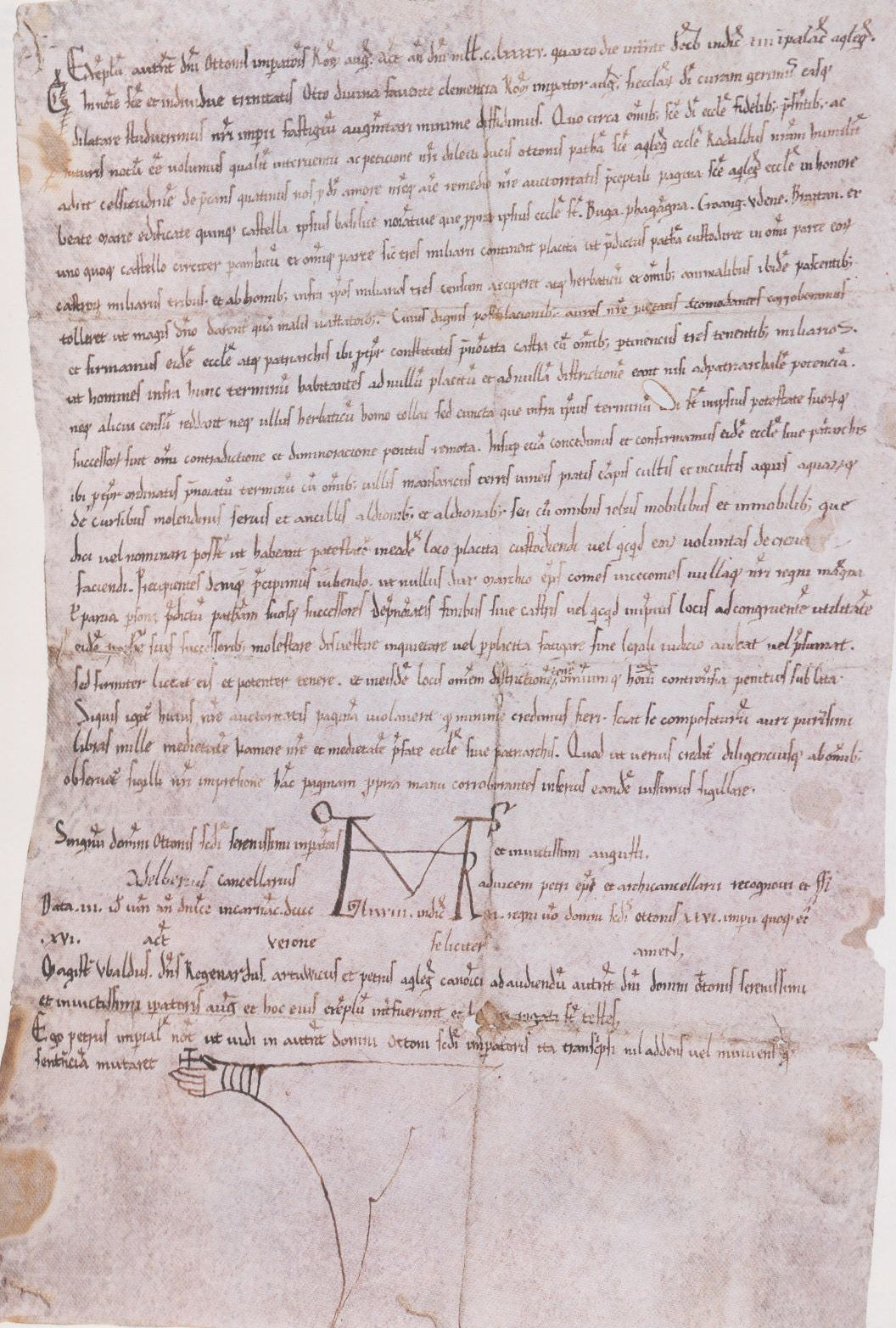
Die älteste erhaltene Erwähnung der Stadt Udine in einer Urkunde von Kaiser Otto II. aus dem Jahr 983

An der Stelle des heutigen Udine stand wahrscheinlich in römischer Zeit der Ort Utina. Die älteste erhaltene Erwähnung der findet sich in einer von Kaiser Otto II. ausgestellten Urkunde von 983, der damals Udine dem Patriarchen von Aquileia schenkte, der 1238 seine Residenz dorthin verlegte. Zu jenen Zeiten waren Städte mit Stadtmauern befestigt; im Fall von Udine wurden sie im Laufe der Jahrhunderte fünfmal erweitert, um der wachsenden Bevölkerung mehr Platz zu geben. Zur fünften und letzten Mauer, welche die Stadt fast kreisförmig umlief, gehört der Turm der Porta Aquileia. In der Via Mercatovecchio entstand der erste Markt, der im Jahre 1223 von dem Patriarchen Berthold von Andechs dem damals mittelalterlichen Flecken gewährt wurde. „Die Marktfreiheit zusammen mit der (1248 gewährten) Steuerfreiheit zogen viele Freie an, die so burgenses, d. h. Bürger von Udine wurden, neue Häuser errichteten, den von Mauern umgebenen Flecken vergrößerten und zur Stadt machten“. Erst im 14. Jahrhundert erlangte der Ort auf Betreiben des Patriarchen von Aquileia, Bertrand de Saint-Geniès, an Bedeutung. 1420 fiel Friaul unter die Herrschaft Venedigs. Im Unglücksjahr 1511 griffen bürgerkriegsähnliche Zustände um sich, ein schweres Erdbeben zerstörte die Stadt und schließlich brach die Pest aus. 1752 wurde Udine Sitz eines Erzbischofs.
Nach dem Untergang der Republik Venedig wurden im Frieden von Campo Formio (17. Oktober 1797) die Machtverhältnisse in Oberitalien neu geregelt. Udine kam damals unter die Herrschaft der Habsburger. Es wurde sodann 1805 dem napoleonischen Königreich Italien einverleibt und Hauptstadt des Departements Passariano. Am 25. Oktober 1813 besetzten österreichische Truppen die Stadt und sie blieb von da an unter österreichischer Herrschaft, da sie nach dem Wiener Kongress ein Teil des Königreichs Lombardo-Venetien wurde. Udine war 1848 die erste Stadt, die nach dem Aufstand in Venedig von Österreich abfiel und am 23. März die österreichische Besatzung zum Abzug zwang. Sie musste sich jedoch bereits am 23. April 1848 nach mehrstündiger Beschießung wieder unterwerfen, woraufhin österreichische Truppen unter Graf Nugent in Udine einrückten. In dieser Zeit wurde sie auch deutsch Weiden in Friaul genannt. 1866 fielen dann im Prager Frieden Udine wie auch ganz Friaul und Venetien an das neu gegründete Königreich Italien. Im Ersten Weltkrieg war Udine von 1915 bis 1917, bis zur Niederlage in der Schlacht von Karfreit, Sitz des italienischen Oberkommandos. Im Zweiten Weltkrieg stand Udine zwischen 1943 und 1945 unter deutscher Besatzung (Operationszone Adriatisches Küstenland).
Im 17. und 18. Jahrhundert eiferten einheimische Adelsfamilien mit den reichen Patriarchen in einem kostspieligen Wettstreit um die prachtvollsten Paläste. So kam auch Giovanni Battista Tiepolo (1696–1770) von Venedig nach Udine, um Palazzi auszuschmücken.

## Sehenswürdigkeiten
- Der Dom, Duomo di Santa Maria Annunziata, ist die Kathedrale des Erzbistums Udine
- Das Dom-Museum (Museo del Duomo) im Baptisterium sowie in den Kapellen San Nicolò und Corpore de Cristo des Domes
- Das Oratorio della Purità mit Fresken von Giovanni Battista Tiepolo und dem Sohn Giandomenico Tiepolo
- Der Palazzo Patriarcale ist Ort des Diözesanmuseums und der Tiepolo-Galerien (Museo diocesano e gallerie del Tiepolo). Der Palast ist wegen der Fresken von Giovanni Battista Tiepolo bekannt.

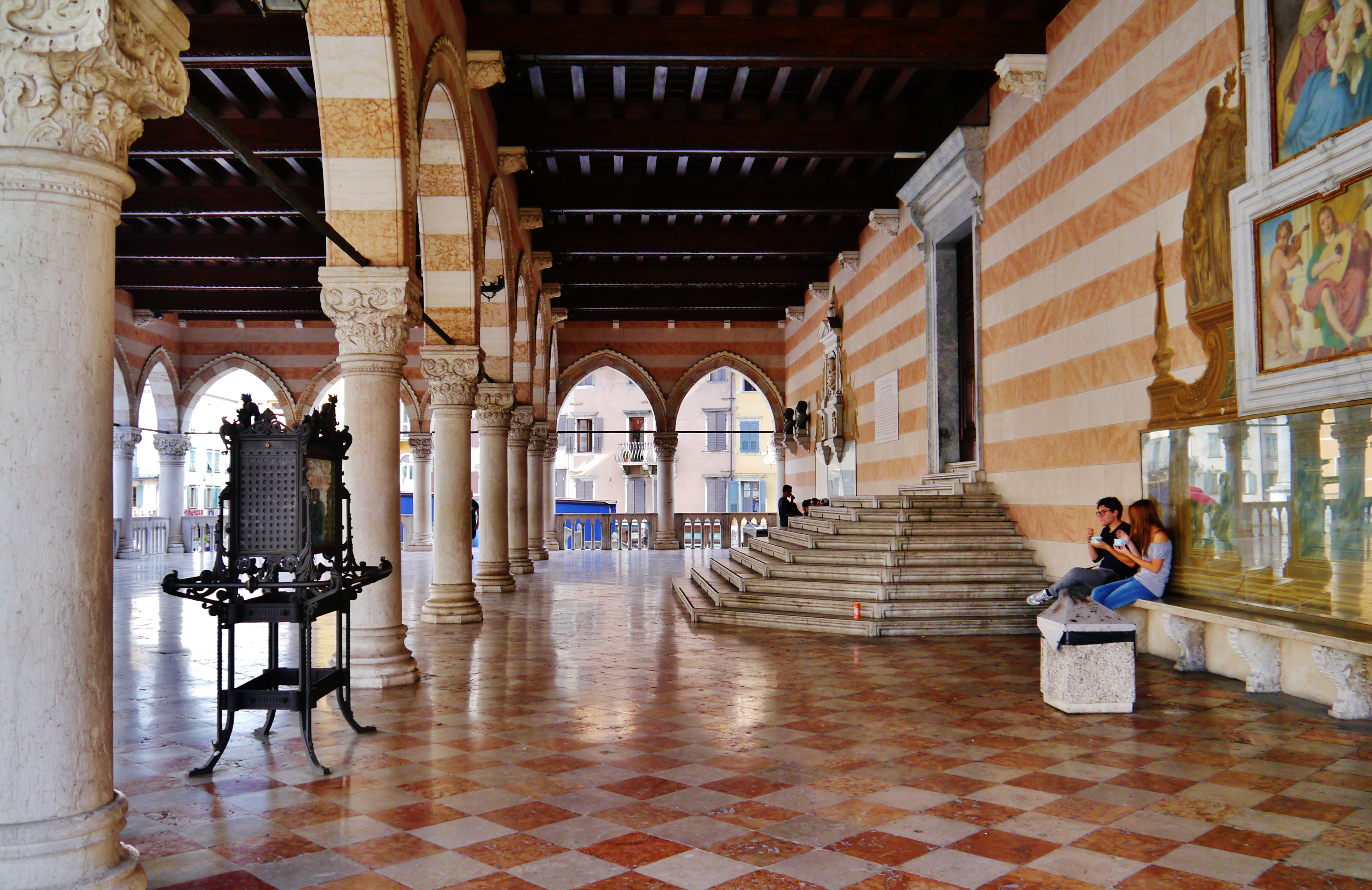
Loggia del Lionello

- Loggia del Lionello: das Rathaus wurde von 1448 bis 1457 im Stil der venezianischen Gotik mit offener Loggia im Parterre erbaut
- Castello di Udine: Der Bogen spannt sich von einer Galerie antiker Kunst, einem Archäologiemuseum, über eine Galerie der Entwürfe und Drucke bis hin zum Friulanischen Museum der Fotografie.
- Die Casa Cavazzini (16. Jahrhundert) mit dem Museum für moderne und zeitgenössische Kunst.[12] Ende des 19. Jahrhunderts von Antonio Marangoni gegründet, setzte sich die Galerie zum Ziel, Werke junger Künstler anzukaufen, um eine Sammlung zeitgenössischer Kunst zu schaffen.
- Palazzo Valvason Morpurgo: Der Palast bewahrt die Archive von Architektur und Design auf, ist Gastgeber von Ausstellungen zur Thematik und nimmt sich verschiedener friulanischer Projekte an.
- Piazza Giacomo Matteotti: Ist der älteste Platz in Udine nach der Piazza della Liberta Loggia di San Giovanni (unter dem Torre dell’Orologio) mit der Büste von Giovanni Battista Cella.

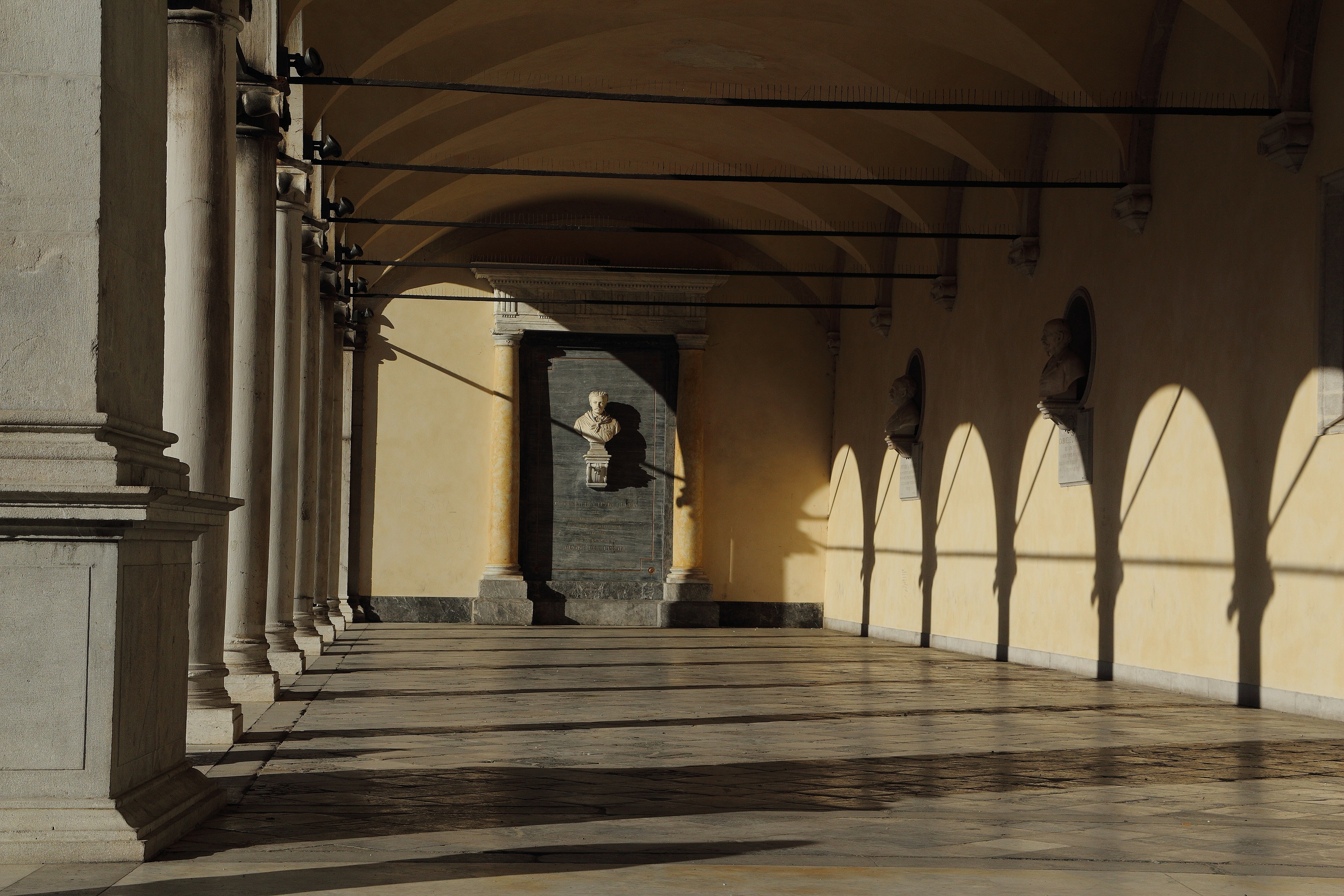
Loggia di San Giovanni (unter dem Torre dell’Orologio) mit der Büste von Giovanni Battista Cella.

- Kapelle Manin: Die Kapelle Manin kann wochentags nach Voranmeldung besucht werden.

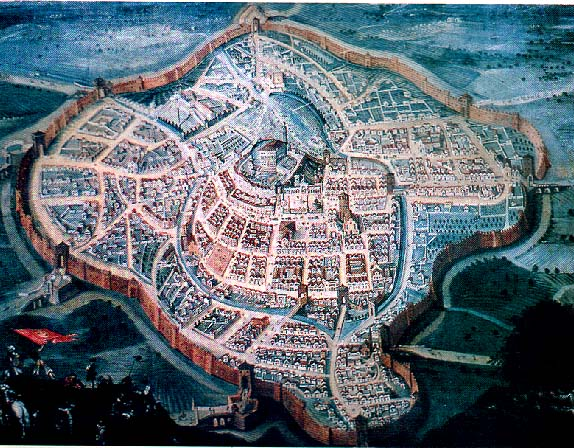
Karte der Stadt (um 1650)
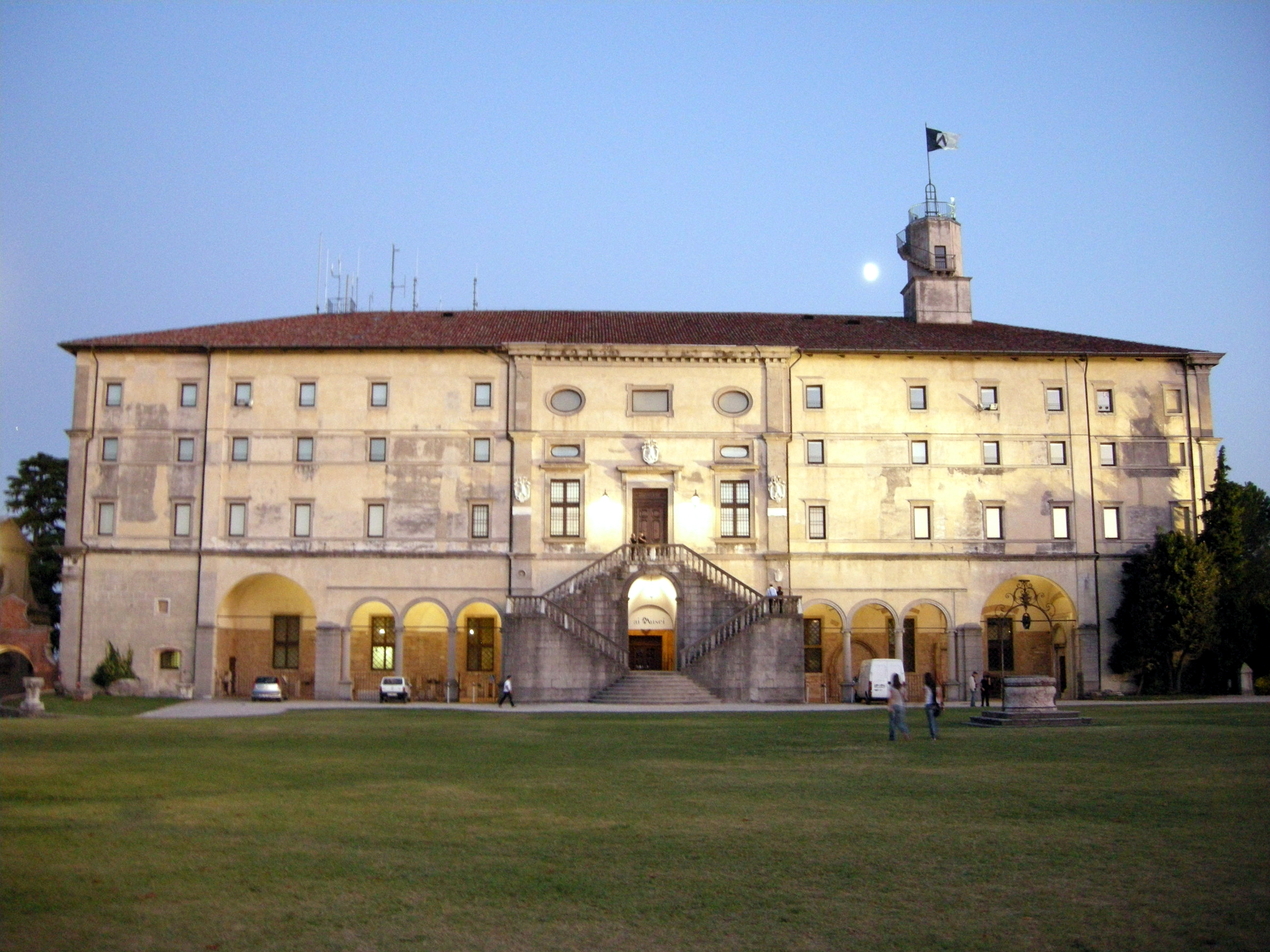
Castello di Udine
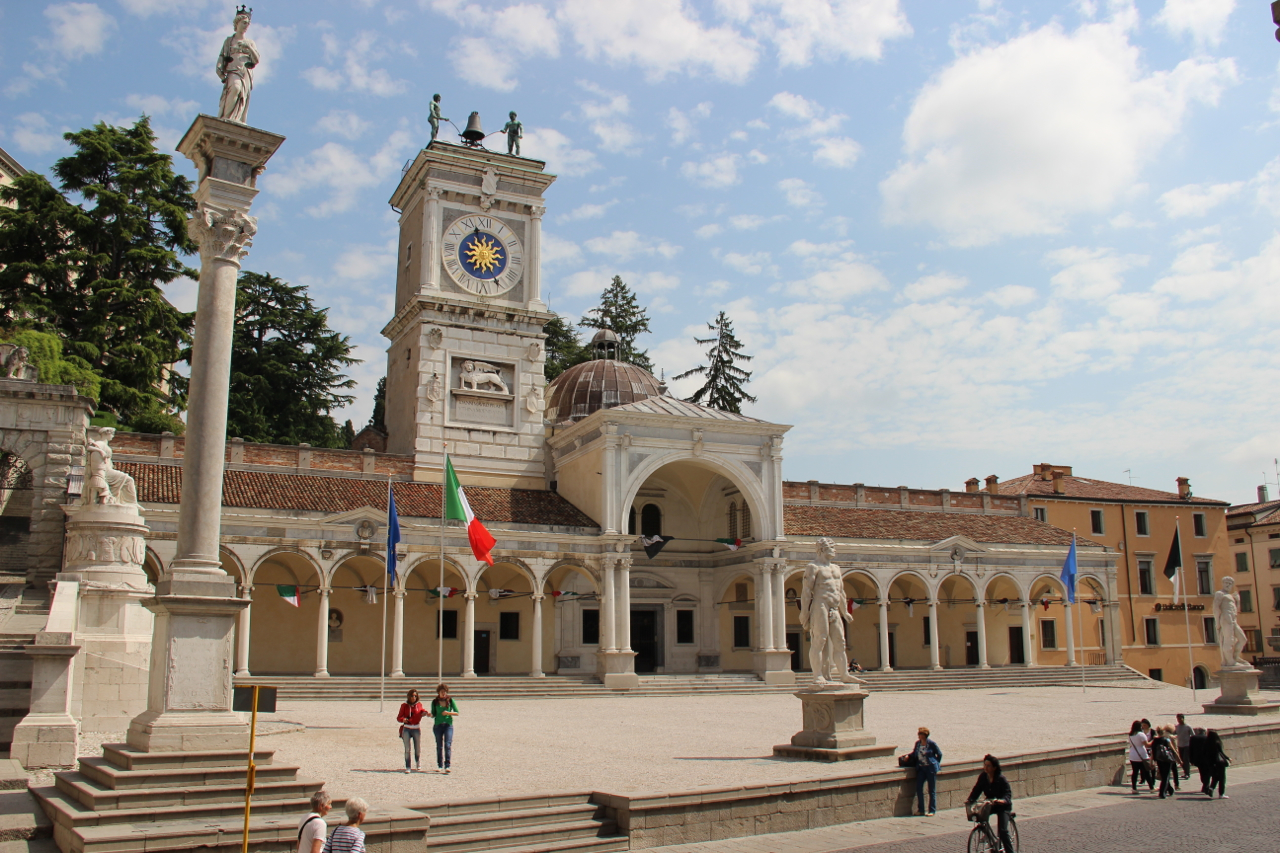
Piazza Libertà und Loggia di San Giovanni
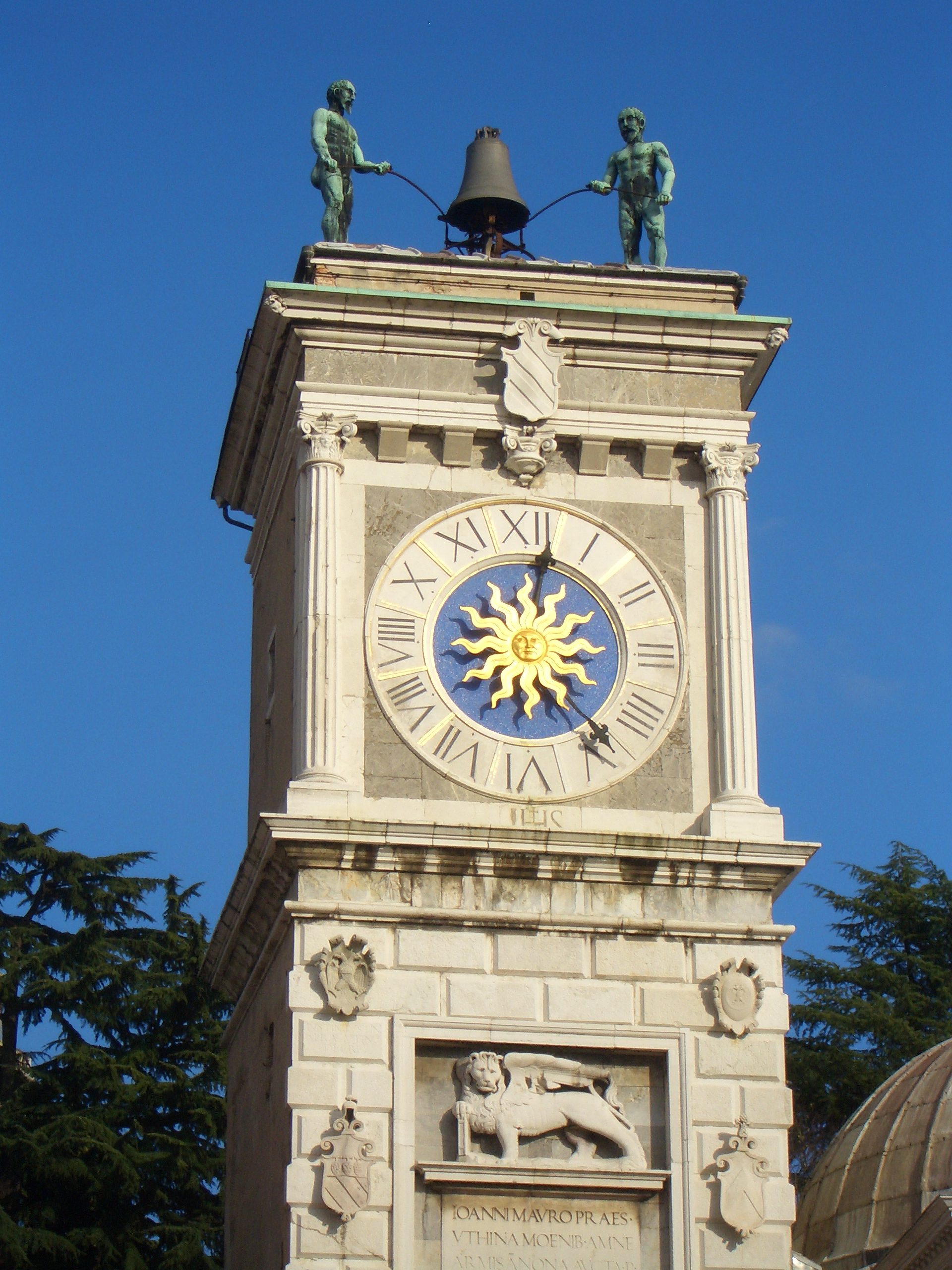
Uhrturm der Loggia di San Giovanni
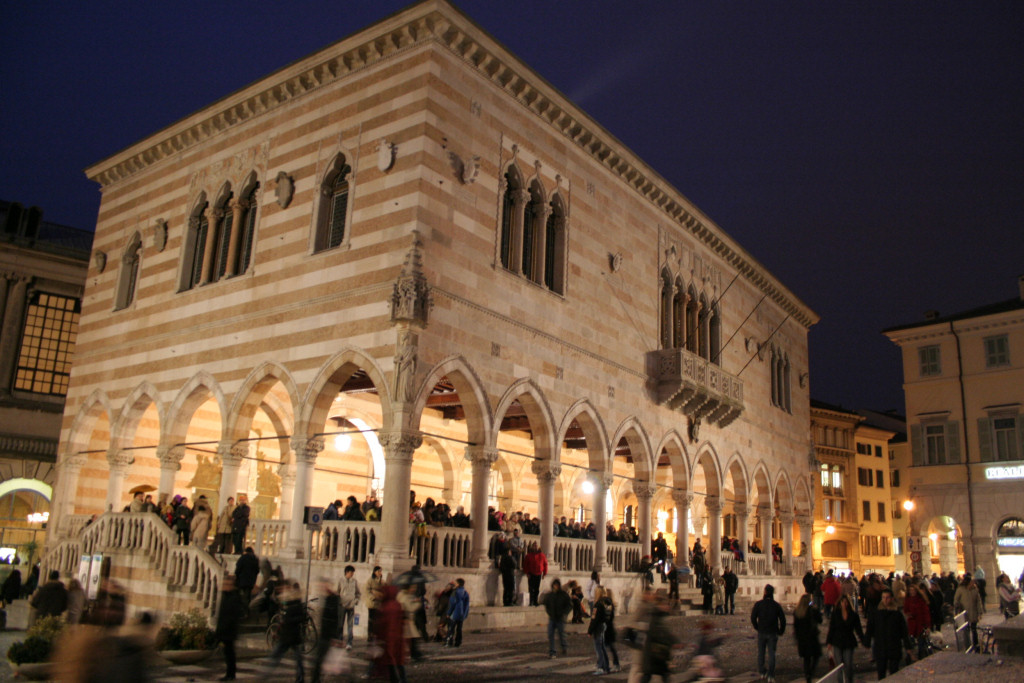
Loggia del Lionello bei Nacht
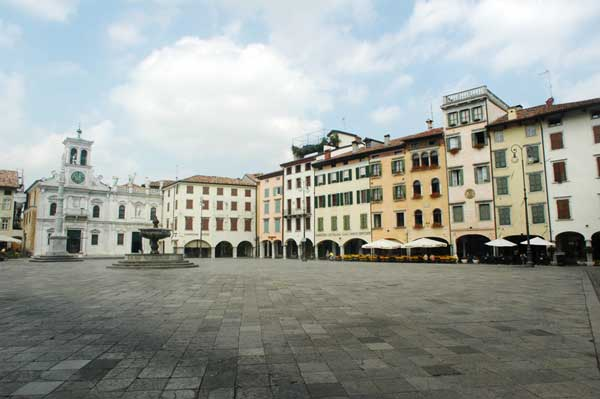
Piazza San Giacomo

## Bildung
Eine wichtige Rolle für die Stadt spielt die 1978 gegründete Universität Udine, deren knapp 15.000 Studierende den jungen Eindruck der Stadt prägen.

## Städtepartnerschaften und -freundschaften
Udine pflegt neun Städtepartnerschaften und sieben Städtefreundschaften:

### Städtepartnerschaften
- Esslingen am Neckar, Deutschland, seit 1958
- Vienne, Frankreich, seit 1959
- Neath Port Talbot County Borough, Vereinigtes Königreich, seit 1960
- Norrköping, Schweden, seit 1964
- Schiedam, Niederlande, seit 1970
- Villach, Österreich, seit 1979
- Maribor, Slowenien, seit 1985
- Albacete, Spanien, seit 2002
- Yaoundé, Kamerun, seit 2008

### Städtefreundschaften
- Bikaner, Indien
- Klagenfurt, Österreich
- Óbuda, Ungarn
- Piotrków Trybunalski, Polen
- Resistencia, Argentinien
- Velenje, Slowenien
- Windsor, Kanada

## Persönlichkeiten
Bekannte Persönlichkeiten der Stadt sind in der Liste von Persönlichkeiten der Stadt Udine aufgeführt.

## Sport

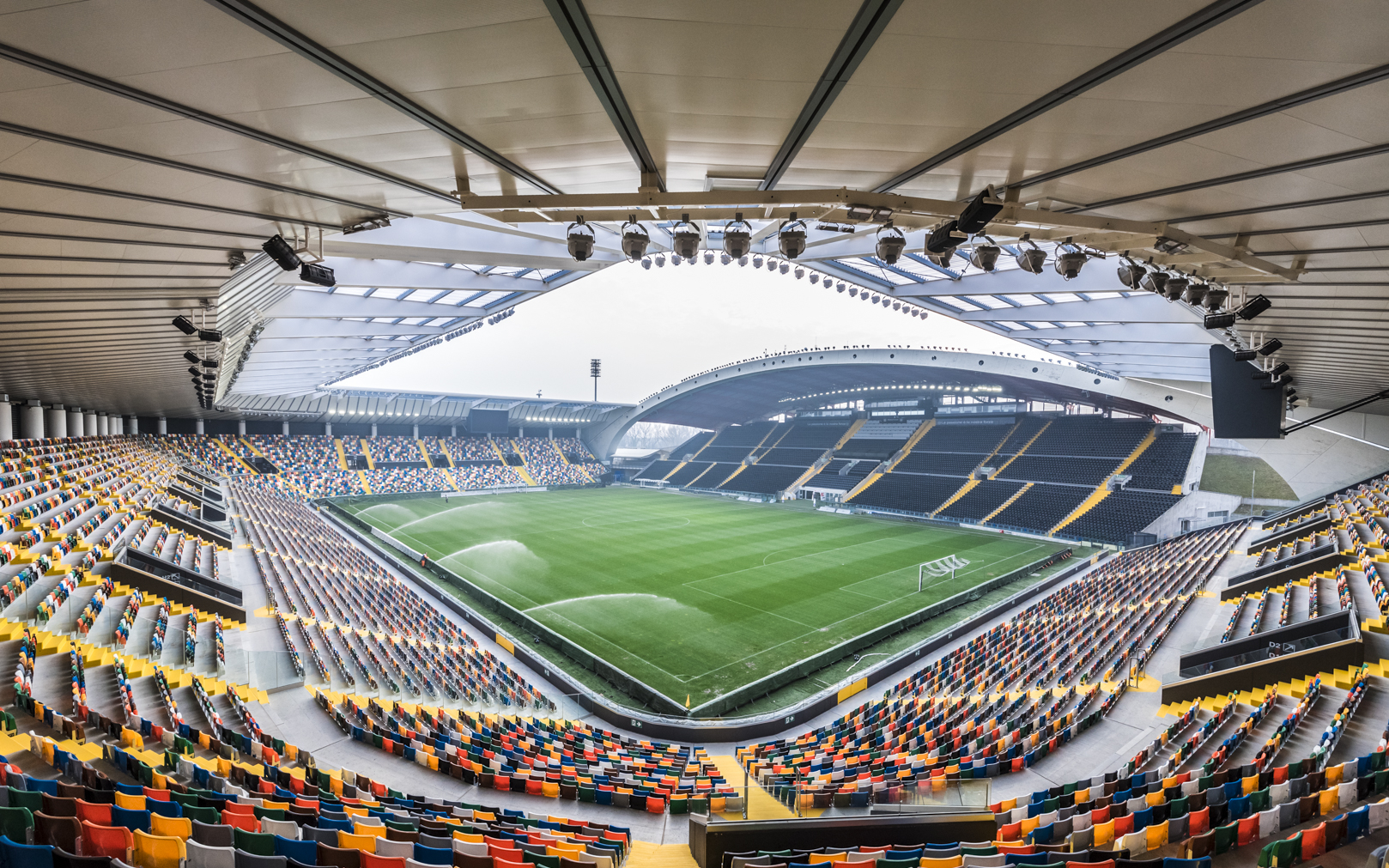
Stadio Friuli

Der Fußballverein Udinese Calcio, gegründet 1896, ist einer der ältesten Clubs in Italien. Zu seinen größeren Erfolgen gehört der zweite Platz in der Saison 1954/55 und der dritte Platz in der Saison 1997/98 in der Serie A sowie eine Teilnahme an der Champions League in der Saison 2005/06.
Berufsspieler hat auch Rugby Udine FVG. Der 1928 gegründete Club vertritt die Stadt von Beginn an beim Campionato di Eccellenza, der italienischen Meisterschaft im Rugby, spielt jedoch gegenwärtig in der (zweitklassigen) Serie A, die als Unterbau des sogenannten Top 10 gilt.
Im Basketball war Pallalcesto Amatori Udine, besser bekannt als Snaidero Udine, bis 2009 in der Serie A vertreten.
Am 3. Juni 1990 war Udine Zielort der 13. Etappe des Giro d’Italia mit einem Sieg von Mario Cipollini. Im selben Jahr fanden im Stadio Friuli drei Spiele der Fußball-Weltmeisterschaft 1990 in der Gruppe E statt.

## Verkehr
Die Stadt wurde schon in österreichischer Herrschaft im Jahr 1860 durch die Bahnstrecke Venedig–Udine erschlossen. Seit 1879 ist sie Ausgangspunkt der Pontafelbahn – meist als Pontebbana benannt –, die Friaul mit Österreich verbindet. Udine ist auch Ausgangspunkt weiterer Strecken, etwa der Bahnstrecke Udine–Triest.
Bis 1955 wurde die nahe gelegene Gemeinde San Daniele del Friuli mit einer Schmalspurbahn erreicht, die in Udine ihren Ausgangspunkt nahm.
Zeitweise bestand eine Pferdetramway, diese wurde 1908 durch eine elektronische Straßenbahn ersetzt und 1951 stillgelegt.